# Guerra civil romana (427-428)
La guerra civil romana de los años 427 y 428 fue un conflicto bélico ocurrido en el Imperio romano occidental. Enfrentó al magister militum del ejército romano y hombre fuerte del gobierno occidental, Félix, contra el comes Africae, Bonifacio, por el control de la diócesis de África. Se gestó por la política de Félix de asegurar un predominio del gobierno oriental sobre el devenir de Occidente lo que no admitía la existencia de figuras demasiado autónomas como Bonifacio. La orden gubernamental de que el comes Africae acudiese a Roma para dar cuenta de su gobierno fue rechazada por este quien quedó, así, en situación de rebeldía. Una primera campaña militar lanzada contra él en 427 resultó en fracaso y en el desprestigio del magister militum lo que permitió a Gala Placidia tomar la iniciativa y enviar una segunda expedición al mando de un militar de su confianza: el visigodo Sigisvulto quién, más que intentar derrotar militarmente a Bonifacio, buscó un final negociado del conflicto lo que se consiguió a finales de 428 de tal manera que, a inicios de 429, la diócesis africana había vuelto a la órbita imperial.

## Antecedentes
Tras la victoria de Teodosio II en la guerra civil contra Juan en 425, el gobierno imperial de Oriente impuso el nombramiento de un militar de su confianza, Félix, como comandante supremo del ejército occidental en detrimento de Bonifacio, quien se había mantenido fiel a Gala Placidia e impedido que Juan se hiciese con el control de la diócesis de África. La madre de Valentiniano III no lo vio con malos ojos ya que consideraba a Félix, un militar sin carrera destacable, como contrapeso para que los poderosos Aecio y Bonifacio no se hiciesen con el control del gobierno de su hijo que, entonces, tenía seis años. Félix, por su parte, no tenía intención de ser una marioneta de la augusta sino que persiguió afianzar su poder propio como hombre de confianza del gobierno de Constantinopla. En 426 hizo asesinar a varias figuras religiosas entre las que sobresalió Patroclo, el obispo de Arlés y al siguiente año 427 puso su interés sobre Bonifacio, quien había consolidado un poder propio en África durante los años anteriores. No solo él, también varias facciones dentro del gobierno recelaban del militar y temían que, como habían hecho Gildo en 397 y Heracliano en 413, separase la diócesis del control imperial con el peligro que eso suponía para el abastecimiento de cereal a la capital.
Aunque parecía un sinsentido provocar una guerra civil cuando el Imperio tenía que atender varios frentes abiertos con invasores bárbaros, se priorizó la consolidación de la influencia de Constantinopla sobre el Imperio occidental y el poder de Bonifacio se vio como un riesgo para ello. Félix consiguió que se hiciese llamar a Bonifacio para acudir a Roma donde debía dar cuenta de su gobierno pero el militar, con el temor de acabar como los religiosos asesinados el año anterior, se negó a ello lo que fue contestado por el gobierno con su declaración como hostis publicus y la preparación de la guerra contra él aunque eso supusiese desatender la lucha contra los bárbaros.

## Desarrollo

### Primera campaña
Desde Roma se organizó un ejército y como había sido habitual en el Imperio oriental durante los años anteriores, se puso al mando de dos comandantes para evitar que su éxito diese una posición predominante al general que lo comandase y que este se volviese demasiado poderoso. Los elegidos fueron Mavortio y Gallio, militares desconocidos hasta entonces. A ellos se unió Saoneces, cuyo nombre de origen huno hace pensar que dirigía un grupo de mercenarios de este pueblo. Cuando llegó la primavera de 427, la expedición partió de Italia y navegó hasta la costa africana.
Al tiempo que la campaña gubernamental se ponía en marcha, Bonifacio retiró las unidades que defendían la frontera con los númidas y concentró sus fuerzas junto a la costa aunque esto supusiese abrir las puertas a una invasión de este pueblo. Los escasos detalles de la campaña que proporcionan las fuentes clásicas hacen difícil una reconstrucción de la misma. Parece que, tras llegar a la costa en 427, se dieron unos primeros enfrentamientos entre ambos ejércitos y Bonifacio se retiró a Cartago, ciudad que contaba con murallas y donde se hizo fuerte.
Para fortuna del general rebelde, surgió una disensión entre los tres comandantes de las tropas gubernamentales durante el asedio a Cartago y Sanoeces hizo asesinar a Mavortio y Gallio, quizá, con el objetivo de acaparar él solo la gloria de una posible victoria. Bonifacio vio su oportunidad y de alguna manera consiguió, a su vez, capturar y asesinar a Sanoeces con lo que el ejército imperial quedó descabezado. Parece que, además, el rebelde consiguió que las tropas gubernamentales supervivientes se uniesen a él.

### Segunda campaña
Cuando las noticias del fracaso de la campaña llegaron al gobierno causaron una gran alarma, no solo por la derrota en sí sino por cómo se había producido gracias a que Bonifacio había conseguido cambiar la lealtad de las tropas en África y las de la expedición gubernamental hacia su persona con lo que había reforzado su posición independiente del gobierno.
Se organizó una nueva campaña para el año 428 que sería dirigida por un personaje desconocido hasta entonces: el visigodo Sigisvulto. El desprestigio que tuvo que sufrir Félix por el fracaso de la anterior ha hecho deducir que Sigisvulto era un militar de la confianza de Gala Placidia y que esta consiguió que se le diese el mando. Debido a la escasez de tropas en Italia provocada por el desastre de la campaña previa, se tuvo que utilizar a los federados visigodos por lo que una flota romana los transportó desde Aquitania hasta África. Para entonces, parte del gobierno era partidario de poner fin a la guerra por vía diplomática por lo que junto al general visigodo se envió a Maximino, un obispo arriano, con el objetivo de buscar una solución negociada.
El ejército imperial arribó a la costa africana y Bonifacio optó por una estrategia diferente a la del año anterior: utilizó tácticas de guerrilla y se retiró paulatinamente hacia el oeste donde se hizo fuerte en la ciudad de Sitifis. Sigisvulto pudo tomar Cartago e instaló allí su cuartel general desde donde envió a Maximino para sondear a los líderes de la ciudad de Hipona, entre ellos Agustín, quienes era sabido que estaban en contacto con el rebelde. También desde Roma se envió una embajada con personas de la confianza de Bonifacio y consiguieron hablar con él en Sitifis donde le convencieron para hacer la paz de tal manera que, a finales de 428, se acordó un tratado por el que se volvía a la situación anterior a la guerra: se levantó la declaración de hostis publicus de Bonifacio quien mantuvo su puesto de comes Africae y se ajustó a las órdenes de Roma. El militar por su parte, para garantizar su obediencia, entregó a su propio hijo como rehén. En febrero de 429 se dictaron leyes desde el gobierno que indicaban que la diócesis africana había vuelto al control imperial.

## Consecuencias y acontecimientos posteriores
Bonifacio había resistido exitosamente tres campañas gubernamentales para eliminarlo, en 424, 427 y 428, pero las provincias africanas quedaron exhaustas por la presencia de tropas combatiendo en ellas. La retirada de efectivos desde la frontera con los númidas para hacer frente al ataque gubernamental llevó a que estas tribus acometiesen invasiones en toda regla y se hiciesen con una franja importante del territorio romano. Aunque, lo peor de todo, fue que los vándalos y alanos de Hispania aprovecharon que los romanos estaban enzarzados en la guerra civil para cruzar el estrecho de Gibraltar sin oposición en 429 y lanzarse a una invasión a gran escala de la diócesis africana. Tan pronto como mayo de 430 habían conseguido derrotar al ejército imperial junto a Hipona y cercar a los supervivientes en la ciudad.
La posición de Félix en el gobierno quedó muy debilitada aunque consiguió mantener su puesto de magister militum. No cejó, con todo, en su política de eliminar a posibles rivales, y para 430 preparó acabar con Aecio, el exitoso general que comandaba las tropas en la Galia. Este, sin embargo, fue advertido del complot y pudo actuar primero de tal manera que hizo arrestar y ejecutar a Félix junto a su esposa en mayo de 430.